# Cité Création

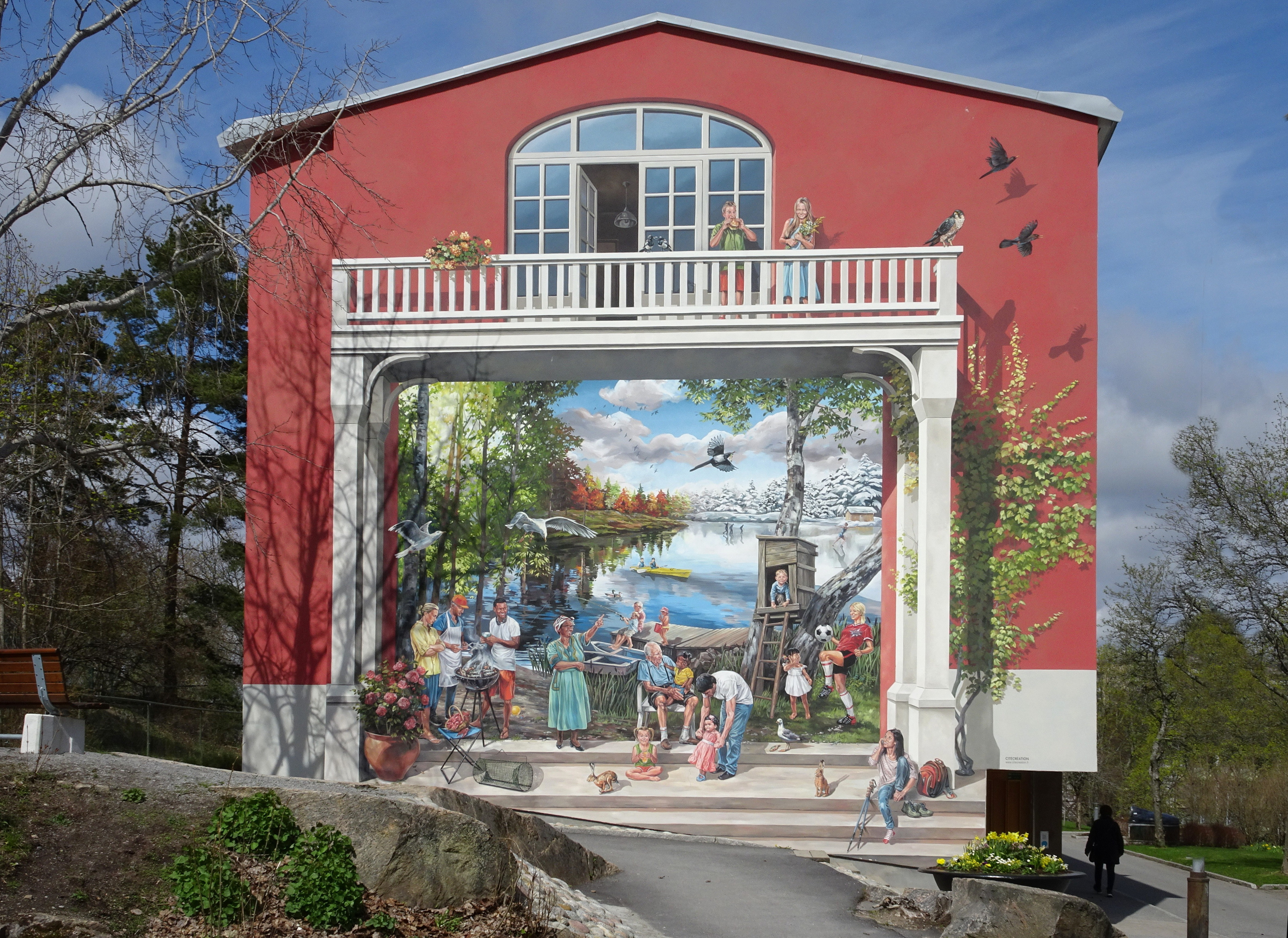
Brunskogsbacken 40 i Farsta strand.

Cité Création (tidigare Cité de la création), som betyder "skapande staden" på franska, är ett år 1986 bildat konstnärskooperativ från Lyon som sedan 1978 har skapat omkring 650 offentliga monumentala muralmålningar, ofta i trompe l'œil-stil. Deras första arbete i Sverige heter Livet i Farsta och skapades 2016 på en husvägg i Farsta strand, södra Stockholm.

## Muralmålningar
Cité Création har sina rötter i ”Atelier Polpulart” som fanns i franska Oullins. Idag består gruppen av åtta fastanställda personer med ett 80-tal konstnärer som målar i olika länder och världsdelar. De nyttjar i regel tomma och något nergångna husfasader för sina arbeten och motiven har ofta samband med historien om den plats där de är målade. En av de första muralmålningarna som gjorde gruppen internationellt känt Murals in Lyon (Murar i Lyon) och Fresque des Lyonnais (Fresker från Lyon).
Sin första muralmålning i Sverige skapades av Cité Création i samarbete med AB Familjebostäder, Stockholm Konst och de boende på ett bostadshus vid Brunskogsbacken 40 i Farsta strand. Motivet, som är målat på en 100 m² stor gavelvägg, visar en stor altan som öppnar blicken in i ett sommar-höst-vinterlandskap med en idealiserat sjö (Magelungen) i centrum. Här pågår kräftfiske, metande, skridskoåkning, paddling, grillparty och damfotboll. Ett fågelsträck drar över himlen i bakgrunden och olika familjescener syns i förgrunden. De boende var delaktiga i skapelseprocessen och fått se skissen till målningen och tycka till om den. Verket i Farsta målades av fem konstnärer och invigdes den 15 september 2016.
Cité Création har fått flera internationella utmärkelser för sina arbeten, bland annat av Unesco (2000), Frankrikes Senat (2013), Living Heritage Enterprise (2007) och Bündnis für eine soziale Stadt (2011).

## Verk i urval

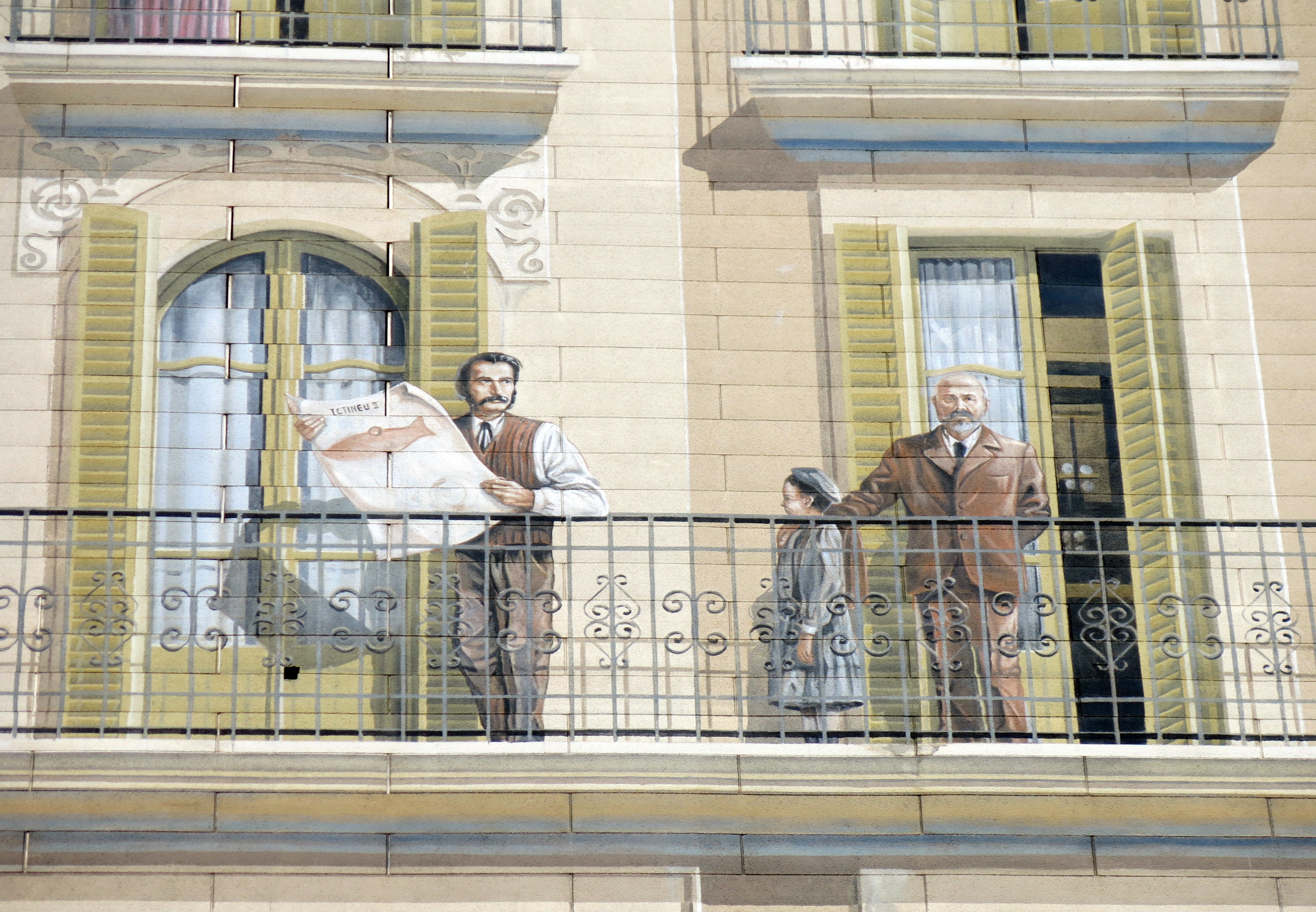
Barcelona.
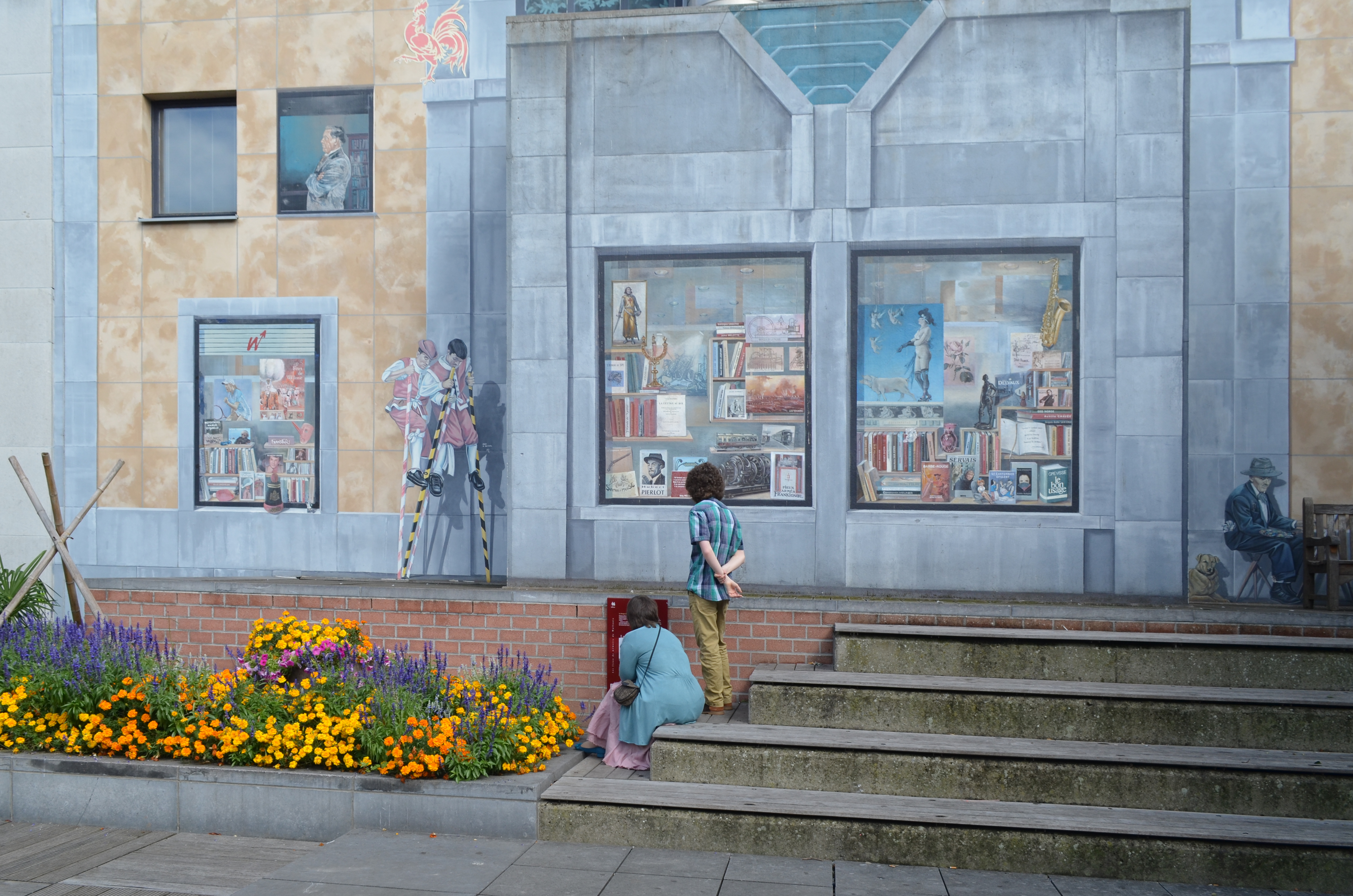
Namur.
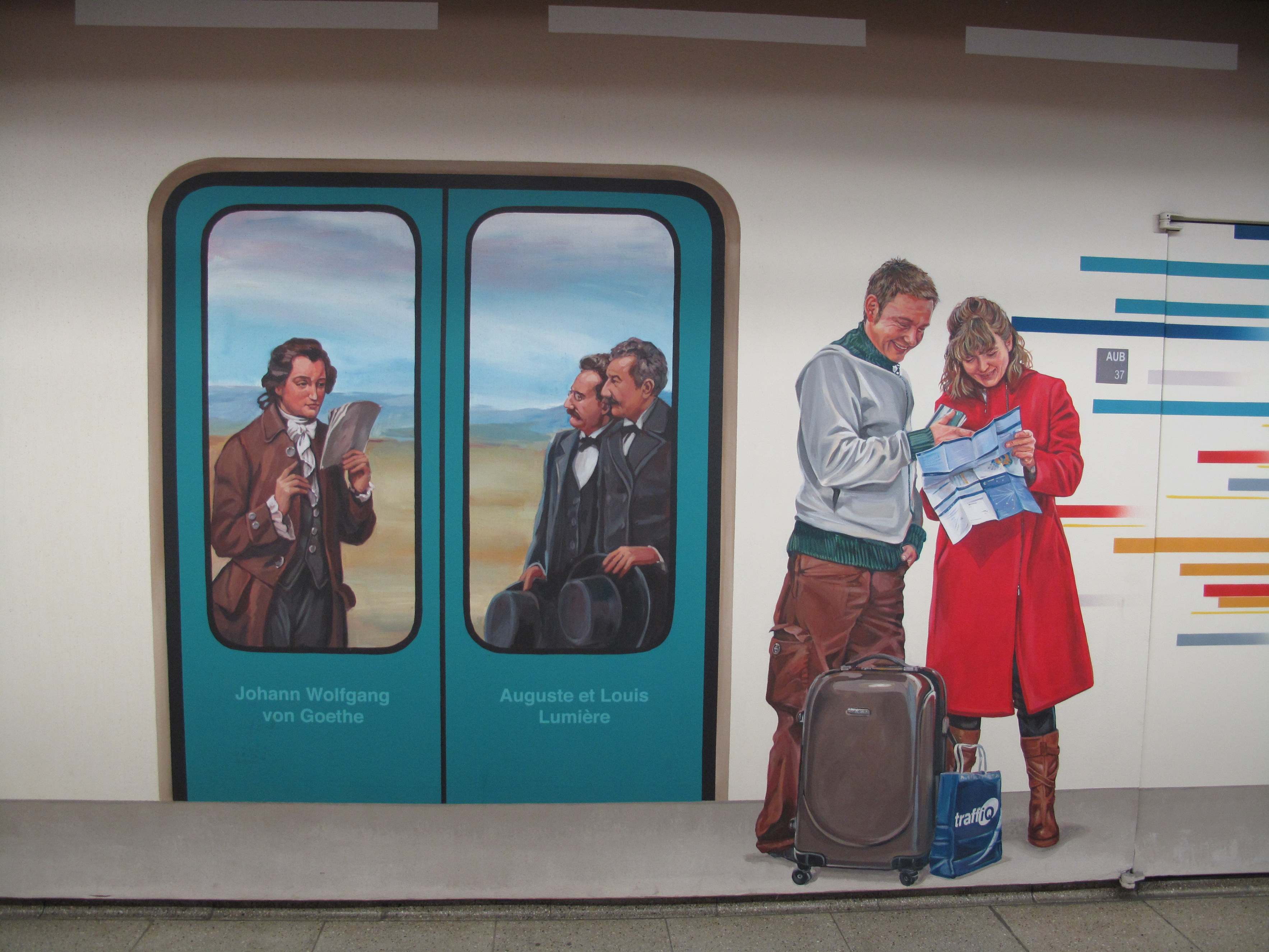
Frankfurt.
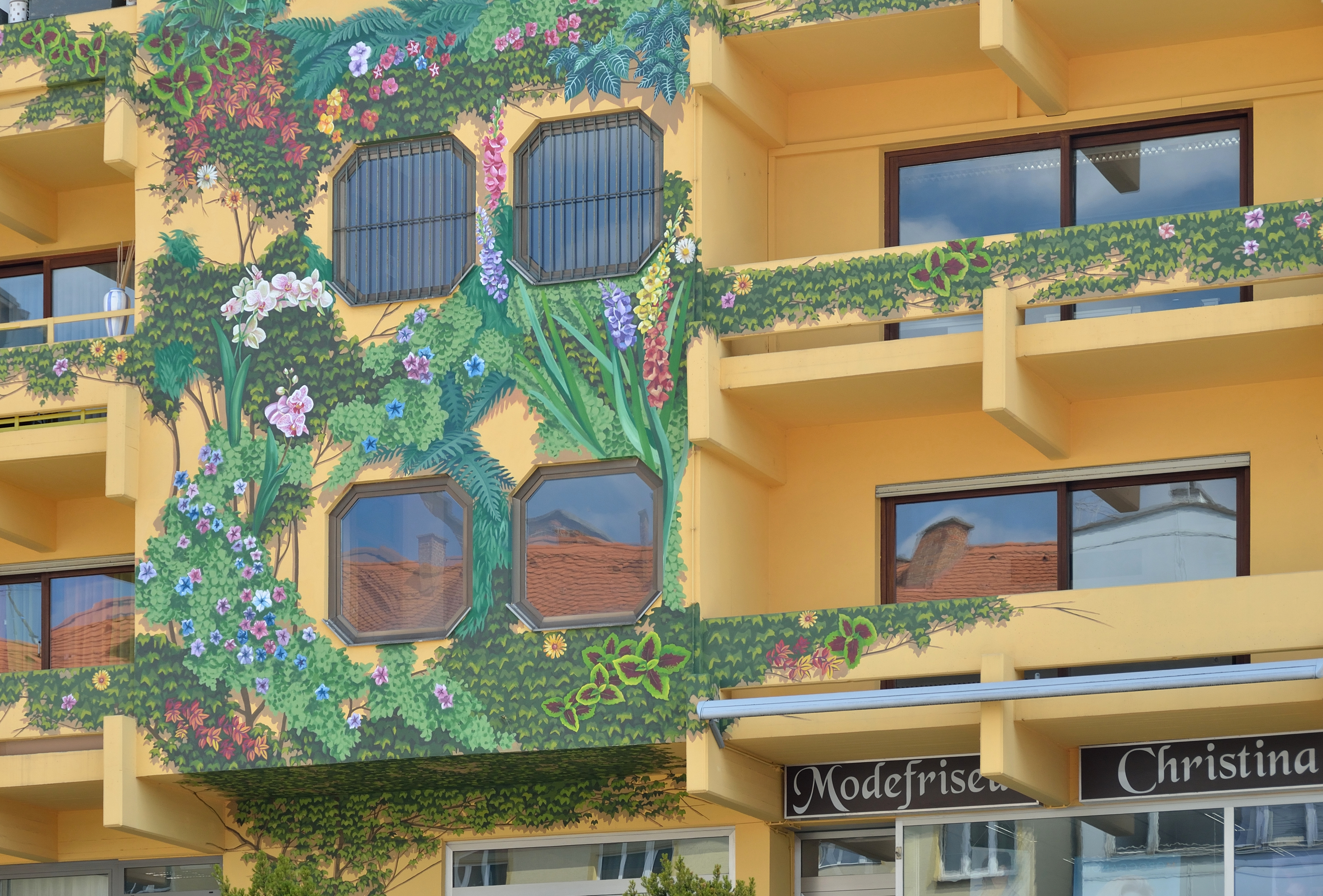
Wien.